# تورنايسيس

موقع تورنايسيس

تورنايسيس (أو تورناي وتورنايسيس) كانت أرض صغيرة مستقلة في البلدان المنخفضة خلال العصور الوسطى، وتتألف من مدينة تورناي (الهولندية:  Doornik ) والمنطقة المحيطة بها.
وتقع تورنايسيس بين اثنين من أكبر الجيران: مقاطعة فلانديرز، ومقاطعة هينو. اعتبرت تورنايسيس جزء من الأقاليم السبعة عشر.